# Natalie Zea
Natalie Zea (Harris County, Texas, 17 maart 1975) is een Amerikaans actrice.

## Biografie
Zea debuteerde in de kortfilm Boys Don't Cry uit 1995. Vier jaar later werkte ze mee aan de gelijknamige langspeelfilm, zonder gecrediteerd te worden. Van 2000 tot 2002 speelde ze de rol van Gwen Winthrop in de soapserie Passions. In 2004 was ze te zien in de politieserie The Shield waarin ze een korte tijd de vriendin van hoofdpersonage Vic Mackey speelde. Van 2005 tot 2007 speelde ze de rol van Trish Agermeyer in de televisieserie Eyes.
In 2007 werd ze gecast voor de rol van Karen Darling uit de serie Dirty Sexy Money, waar ze naast onder meer Peter Krause en Donald Sutherland tot de hoofdbezetting behoorde totdat de serie in 2009 werd stopgezet. Vanaf 2010 tot 2015 was ze te zien in de politieserie Justified waarin ze de rol van Winona Hawkins op zich nam.

## Filmografie
- 2000–2002: Passions
- 2001: CSI: Crime Scene Investigation
- 2004: The Shield
- 2005: Two and a Half Men
- 2005–2007: Eyes
- 2006: Without a Trace
- 2007–2009: Dirty Sexy Money
- 2009: Medium
- 2010-2015: Justified
- 2010: The Other Guys
- 2010: The Defenders
- 2010: Law & Order: Los Angeles
- 2011: Franklin & Bash
- 2013: The Following
- 2013: Under The Dome